# Nobiltà danese
La nobiltà danese fu la classe dirigente della Danimarca tra XIX e XX secolo. La nobiltà, è ancora oggi riconosciuta in Danimarca, ma non gode più degli antichi privilegi.
Essa è divisa in due categorie:
- antica nobiltà (uradel)
- nuova nobiltà (brevadel).

Un'altra categorizzazione meno informale che l'ordinamento nobiliare danese ha tratto da quello tedesco, e l'organizzazione tra alta e bassa nobiltà (højadel e lavadel). Attualmente, persistono circa 200 famiglie nobili con titoli espliciti (baronale, comitale e quant'altro) che hanno discendenza. Con il termine "antica nobiltà" si intendono quelle famiglie già presenti in Danimarca prima della riforma danese, mentre la "nuova nobiltà" è la nobiltà che ha ricevuto il proprio titolo in tempi recenti.

## Nobiltà medioevale
Molte famiglie danesi attualmente fiorenti affondano le loro radici nel medioevo, e non è raro che esse fossero originarie della Germania, in quanto la Danimarca non solo disponeva di ampi possedimenti in quella nazione, ma si estendeva parecchio sul suolo germanico. A questa categoria appartengono ad esempio:
- Molti conti di Orlamünde, Regenstein, Gleichen e Everstein che si stabilirono in Scandinavia, e divennero ad esempi Grandi Consiglieri o Lord Gran Conestabili di Danimarca.

- Molti rami della famiglia dei conti di Holstein, che divennero parenti con alcuni rami della famiglia reale danese, e occasionalmente occuparono i ranghi più alti della nobiltà danese.

- La famiglia di Podebusk, col titolo di Gran Giustizieri di Danimarca

- I Capitani dei cosiddetti Galen clan, magnati in Scania ed in Selandia

## Titoli nobiliari danesi
- Hertug - Duca
- Lensgreve - Langravio
- Greve - Conte
- Lensbaron - Barone feudale
- Baron - Barone.

Conti e baroni feudali erano coloro che avevano ricevuto le proprie terre in feudo per concessione regia danese.

## Case ducali
Due sono le casate ducali in Danimarca:
- Duchi di Schleswig (Hertug af Slesvig): originariamente, discendenti del Conte Gerardo III di Holstein, che divenne Duca di Jutland, vedendosi riconosciuto anche il titolo di Schleswig nel 1386; questo titolo passò per dote nel 1459 alla Casa di Oldenburg, che includeva anche i rami di Schleswig-Holstein-Gottorp e Schleswig-Holstein-Sonderborg.

- Duchi di Glücksburg (Hertug af Glücksbierg): primogenitura della famiglia francese dei duchi di Decazes

## Famiglie nobili danesi
Le seguenti famiglie, vennero segnalate nobili nel 1878 dal Dansk Adelskalender, edito e pubblicato da F. Krogh:

### A - C
- Abrahamson
- Adeler
- Ahlefeldt
- Ahlefeldt-Laurvigen
- Arenstorff
- Asp-Persson
- Astrup

- Bang
- Banner
- Bardenfleth
- Barnekow
- Barner
- Bartholin
- Beck
- Benzon
- Berger
- Berner
- Berner-Schilden
- Berregaard
- Bertouch
- Bielke
- Bille-Brahe
- Bille
- Blixen-Finecke
- Blücher-Altona
- Bonde
- Bonde-Wadenstierna
- Bornemann
- de Bretteville
- Bretton,
- Brinck-Seidelin
- Brockdorff
- Brockenhuus-Schack
- Brummer
- Buchwald
- Bülow

- Carlsen
- Castenschiold-Castenskjold-Grevenkop-Castenschiold
- Cederfeld-Simonsen
- Charisius

### D - H
- Dannemand
- Danneskjold-Samsø
- Dirckinck-Holmfeld
- Düring-Rosenkrantz
- Daa

- Eberlin,
- Eiben,
- Ellbrecht

- Fabritius de Tengnagel,
- Falkenskiold,
- Falsen,
- Fischer
- Fischer-Benzon,
- Flindt,
- Fogh,
- Folsach
- Fontenay
- Fønss

- Gähler
- Gersdorff
- Gyldenfeldt
- Güldencrone
- Güntelberg

- Halling,
- Harbo
- Harbou,
- Hauch,
- Hambro,
- Haxthausen,
- Hedemann,
- Hegermann-Lindencrone,
- Heintze-Weissenrode,
- Herbst,
- Hofman-Bang,
- Hoff,
- Hoffman,
- Holk,
- Holck,
- Holstein,
- Holsten,
- Hoppe,
- Huth,
- Høeg,
- Høegh-Guldberg,

### J - M
- Jermiin,
- Jessen,
- Irgens-Bergh,
- Juel,
- Juul,

- Kaalund,
- Kaas Kaas (Sparre-Kaas) Kaas (Ormdruplinjen),
- Clauson-Kaas,
- Klauman,
- Klöcker,
- Knuth,
- Koefoed,
- Kolderup-Rosenvinge,
- Krabbe,
- Kretzschmer
- Krieger,
- Krogh,

- Lasson,
- Lerche,
- Leth,
- Leuenbach,
- Levetzow –Levetzau,
- Lichtenberg,
- Lillienskjold,
- Linde,
- Lindholm,
- Linstow,
- Lowzow,
- Lütken,
- Lüttichau,
- Lützau –Lützow,
- Løvenbalk,
- Løvenfeldt,
- Løwenhielm,
- Løvenskiold,
- Løvenstierne,
- Løvensøn,
- Løvenørn,

- (van) der Maase,
- Michaelsen,
- Moldrup,
- Moltke,
- Moltke-Bregentved,
- Moth,
- Munthe af Morgenstierne,
- Münnich,
- Mylius,
- Neergaard,
- Nutzhorn,

### O - S
- Obelitz,
- Oldenburg,
- Oppen-Schilden,
- (van den) Ostenske Stiftelse,
- Oxholm,

- Petersdorff,
- Plessen-Scheel-Plessen,
- Pogwisch,

- Raben –Raben-Levetzau,
- Rantzau,
- Reedtz,
- Reedtz-Thott,
- Reventlow,
- Roepstorff,
- Rosenkrantz,
- Rosenørn,
- Rosenørn-Lehn,
- Rosenvinge,
- Ross,
- Ræder,

- Scavenius,
- Schack-Schackenborg,
- Schaffalitzky de Muckadell,
- Scheel-Skeel,
- Schimmelmann,
- Schmettau, v. Schmidten,
- Scholten,
- Schulin-Schulin-Zeuthen,
- Sehested,
- Sèrène d’Acquèria,
- Sperling,
- Späth,
- Sponneck,
- Stampe,
- Stemann,
- Stibolt,
- Stiernholm,
- Stockfleth,
- Svanenskjold,

### T - Z
- Teilmann,
- Thurah,
- Thygeson,
- Tillisch,
- Trampe,
- Trolle-Wadenstierna
- Treschow,
- Thott,

- Undall
- Urne

- Voss,
- Wadenstierna,
- Wardenburg,
- Wedel-Heinen,
- Wedel,
- Wedell-Wedellsborg,
- v. Westh,
- Wichfeld,
- Wilster,
- Wind-Vind-Krag-Juel-Vind-Frijs,

- Zeppelin,
- Zytphen-Adeler